# هارون إلكنز
هارون إلكنز (بالإنجليزية: Aaron Elkins)‏ (24 يوليو 1935، بروكلين في الولايات المتحدة)؛ كاتب وروائي أمريكي.